# Правительственные награды Узбекистана
Правительственные награды Республики Узбекистан— награды Правительства Республики Узбекистан. Правительственные награды следует отличать от государственных наград Узбекистана. Правительственные награды Республики Узбекистан — государственные премии, памятные и нагрудные знаки, учреждаются Президентом и Кабинетом Министров Республики Узбекистан.

## Медали, памятные и нагрудные знаки
| Изображение | Награда | Дата учреждения | Основания награждения |
| ----------- | --- | --------------- | --- |
|             | Нагрудный знак «Знак Узбекистана» узб. Ўзбекистон белгиси                                                               | 22 июля 1997    | Награждаются представители молодёжи, олицетворяющей на основе национальной духовности, культурного наследия и общечеловеческих ценностей высокие патриотические чувства, гуманизм, самоотверженность и трудолюбие, служащей возвеличиванию престижа, международного авторитета, чести и славы Родины, подающей пример активного участия в общественно-политической жизни страны. |
|             | Памятный знак «10 летие независимости Узбекистана» узб. Ўзбекистон мустақиллигининг 10 йиллиги                          | 18 июля 2001    | Награждаются представители интеллигенции, деятели науки и искусства, рабочие и служащие, члены коллективных хозяйств, предприниматели, ветераны труда, военнослужащие, работники правоохранительных органов и другие лица, показывающие пример самоотверженности в деле возвеличивания международного авторитета и престижа нашей страны, повышения её социально-экономического и духовного потенциала, оборонной мощи, обеспечения безопасности и неприкосновенности наших границ, утверждения межнациональной дружбы и согласия, укрепления общественного и правового порядка, осуществления реформ, воспитания молодого поколения в духе идей национальной независимости. |
|             | Нагрудный знак «Ўзбекистон Республикаси соғлиқни сақлаш аълочиси» узб. Ўзбекистон Республикаси соғлиқни сақлаш аълочиси | 05 октября 2006 | Награждаются граждане Узбекистана и иностранные граждане, работники здравоохранения, а также лица, проявившие себя в деле укрепления здоровья населения, обладающие достаточным опытом работы и профессиональной квалификацией, достигшие высоких показателей в своей деятельности. |
|             | Памятный знак «15 лет вооружённым силам Республики Узбекистан» узб. Ўзбекистон Республикаси Куролли Кучларига 15 йил    | 26 декабря 2006 | Награждаются граждане Узбекистана внёсшие существенный вклад в укрепление оборонной мощи государства и строительство Вооружённых Сил, военнослужащие, проявившие высокое профессиональное мастерство, верность воинскому и патриотическому долгу, в том числе и военнослужащие, уволенные в запас или отставку, принимавшие участие в боевых действиях по защите независимости и территориальной целостности страны, а также военнослужащие Вооружённых Сил Узбекистана, погибшие или получившие ранения и увечья при исполнении воинского и служебного долга. |
|             | Памятный знак «20 лет независимости Республики Узбекистан» узб. Ўзбекистон Республикаси мустақиллигига 20 йил           | 17 мая 2011     | Награждаются представители интеллигенции, деятели науки и искусства, рабочие и служащие, предприниматели, фермеры, ветераны труда, военнослужащие, работники правоохранительных органов и другие лица, демонстрирующие пример самоотверженности в деле укрепления независимости, экономического, политического, научно-образовательного, культурного, духовного потенциала, оборонной мощи, обеспечения безопасности и неприкосновенности границ государства, демократического обновления и модернизации страны, воспитания достойного молодого поколения Узбекистана. |
|             | Памятный знак «20 лет вооружённым силам Республики Узбекистан» узб. Ўзбекистон Республикаси Куролли Кучларига 20 йил    | 31 октября 2011 | Награждаются граждане Узбекистана внёсшие существенный вклад в укрепление оборонной мощи государства и строительство Вооружённых Сил, военнослужащие, проявившие высокое профессиональное мастерство, верность воинскому и патриотическому долгу, в том числе и военнослужащие, уволенные в резерв или отставку, принимавшие участие в боевых действиях по защите независимости и территориальной целостности страны, а также военнослужащие Вооружённых Сил Узбекистана, погибшие или получившие ранения и увечья при исполнении воинского и служебного долга. |
|             | Нагрудный знак «Почётный донор Республики Узбекистан» узб. Ўзбекистон Республикаси фахрий донори                        | 23 июля 2014    | Награждаются граждане Узбекистана, безвозмездно сдавшие свою кровь не менее сорока или её компонентов не менее шестидесяти раз. |
|             | Памятная юбилейная медаль «70-летие Победы во второй мировой войне» узб. Иккинчи жаҳон урушидаги Ғалабанинг 70 йиллиги  | 19 февраля 2015 | Награждаются граждане Узбекистана – участники и инвалиды Второй мировой войны, награждённые медалями «За победу над Германией в Великой Отечественной войне 1941-1945 годов» и «За победу над Японией», другими орденами и медалями, полученными за боевые заслуги в годы войны, либо имеющие удостоверения участника войны или инвалида Отечественной войны, а также участники трудового фронта, имеющие награды за самоотверженный труд в годы Второй мировой войны, в том числе медали «За доблестный труд в Великой Отечественной войне 1941-1945 годов», «За трудовую отвагу», «За отличие в труде», либо удостоверение о состоянии на штатной должности по вольному найму гражданских лиц в вооружённых силах в период войны 1941-1945 годов. |
|             | Памятный знак «25 лет независимости Узбекистана» узб. Ўзбекистон мустақиллигига 25 йил                                  | 1 июля 2016     | Награждаются граждане Узбекистана и иностранные граждане, независимо от их профессиональной деятельности, за существенный вклад в дело укрепления независимости, увеличение экономического, политического, социального, научного, духовного потенциала и обороноспособности государства; обеспечения целостности государственной границы; осуществления демократических преобразований; сохранения межнациональной дружбы и согласия, мира и стабильности в обществе; развития национальной культуры и искусства; формирования здорового и гармонично развитого молодого поколения, воспитание его в духе патриотизма и приверженности идеям независимости. |
|             | Памятный знак «25 лет вооружённым силам Республики Узбекистан» узб. Ўзбекистон Республикаси Куролли Кучларига 25 йил    | 6 декабря 2016  | Награждаются граждане Узбекистана внёсшие существенный вклад в укрепление оборонной мощи государства и строительство Вооружённых Сил, военнослужащие, проявившие высокое профессиональное мастерство, верность воинскому и патриотическому долгу, в том числе и военнослужащие, уволенные в резерв или отставку, принимавшие участие в боевых действиях по защите независимости и территориальной целостности Республики Узбекистан, а также военнослужащие, погибшие или получившие ранения и увечья при исполнении воинского и служебного долга. |
|             | Нагрудный знак «Гордость махалли» узб. Маҳалла ифтихори                                                                 | 13 июля 2017    | Награждаются граждане Узбекистана — активные и инициативные граждане, представители общественных структур, внёсшие достойный вклад в дело усиления роли и значения органов самоуправления граждан в обществе, обеспечения стабильности духовной среды на местах, укрепления межнациональной дружбы и согласия, воспитания молодого поколения в духе любви к Родине и верности идеям независимости, осуществления социальной поддержки населения, широкомасштабных профилактических мероприятий и общественного контроля, развития материально-технической базы сходов граждан махаллей. |
|             | Нагрудный знак «Ветеран труда» узб. Меҳнат фахрийси                                                                     | 14 июля 2017    | Награждаются граждане Узбекистана пенсионного возраста за многолетний добросовестный и плодотворный труд в сфере экономики, производства, науки, культуры, образования, здравоохранения, юриспруденции и в других отраслях страны, а также неработающие матери, посвятившие жизнь делу сохранения крепкой семьи, снискавшие уважение в обществе и воспитавшие детей в духе ответственности перед обществом, уважения к старшему и младшему поколению, национальным и общечеловеческим ценностям, любви к Родине и преданности идеям независимости. |
|             | Нагрудный знак «Ветеран труда» I степени узб. Меҳнат фахрийси                                                           | 14 июля 2017    | Награждаются граждане Узбекистана, имеющие трудовой стаж не менее 35 лет. |
|             | Нагрудный знак «Ветеран труда» II степени узб. Меҳнат фахрийси                                                          | 14 июля 2017    | Награждаются граждане Узбекистана, имеющие трудовой стаж не менее 30 лет. |
|             | Нагрудный знак «Ветеран труда» III степени узб. Меҳнат фахрийси                                                         | 14 июля 2017    | Награждаются граждане Узбекистана, имеющие трудовой стаж не менее 25 лет, а также неработающие матери, снискавшие уважение в обществе. |
|             | Памятный знак «25 лет Конституции Узбекистана» узб. Ўзбекистон Конституциясига 25 йил                                   | 10 октября 2017 | Награждаются граждане Узбекистана внёсшие достойный вклад в дело укрепления независимости, повышения экономического, политического, социального, научного, духовного потенциала и оборонной мощи страны, углубления демократических реформ, обеспечения неприкосновенности государственных границ, сохранения мира и стабильности, межнациональной дружбы и согласия, царящих в нашем обществе, широкой пропаганды роли и значения Основного Закона, воспитания молодого поколения в духе уважения к закону, любви и преданности Родине. |
|             | Нагрудный знак «Илғор фермер» узб. Илғор фермер                                                                         | 26 июня 2018    | Присуждается опытным и передовым руководителям фермерских хозяйств, вносящим достойный вклад в развитие сельскохозяйственной отрасли, повышение экономической мощи и экспортного потенциала, обеспечение благосостояния и процветания народа, продовольственной безопасности, улучшение мелиоративного состояния земель, осуществляющим эффективную деятельность в хлопководстве, зерноводстве, садоводстве, виноградарстве, овоще-бахчеводстве, животноводстве, рыбоводстве, птицеводстве, пчеловодстве и других направлениях сельского хозяйства, внедрившим в практику достижения науки, эффективно использующим современные технологии, достигающим высокой урожайности в выращивании сельскохозяйственной продукции и получающие весомые результаты при её переработке, хранении, заготовке и экспорте, наладившие многопрофильную деятельность, имеющим прочную материально-техническую базу. |
|             | Нагрудный знак «Меҳнаткаш деҳқон» узб. Меҳнаткаш деҳқон                                                                 | 26 июня 2018    | Присуждается руководителям и членам дехканских хозяйств, опытным дехканам и другим работникам отрасли сельского хозяйства, эффективно и рационально использующие выделенные земельные участки с соблюдением необходимых агротехнических мероприятий, достигшие высоких результатов в производстве сельскохозяйственной продукции, обеспечивающие в соответствии с требованиями, установленными к стандартам качества, их хранение и экспорт, вносящие достойный вклад в обеспечение населения дешёвой и качественной продукцией, внедряющие в практику современные инновационные технологии с учётом тщательного освоения передового местного и зарубежного опыта, осуществляющие весомую работу по повышению плодородия посевных площадей. |
|             | Нагрудный знак «Намунали томорқачи» узб. Намунали томорқачи                                                             | 26 июня 2018    | Присуждается передовые владельцы приусадебных земель, эффективно и рационально использующие личные приусадебные земельные участки, достигшие высоких результатов в производстве сельскохозяйственной продукции с внедрением в сферу современных инновационных технологий, вносящие достойный вклад в выращивание экологически и органически чистой, дешёвой, качественной продукции и обеспечивающие ею внутренний рынок, тщательно освоившие культуру и секреты земледелия, приумножающие новые высокоурожайные сорта, заслужившие особое уважение среди населения своей активностью в общественной жизни. |
|             | Нагрудный знак «Ўзбекистон Республикаси қишлоқ хўжалиги фидойиси» узб. Ўзбекистон Республикаси қишлоқ хўжалиги фидойиси | 28 июня 2018    | Присуждается граждане Узбекистана и иностранные граждане, руководители и работники центрального аппарата Министерства сельского хозяйства Республики Узбекистан, его территориальных и структурных подразделений, имеющие профессиональную квалификацию опыт, и достигшие высоких результатов в своей деятельности и отличившиеся самоотверженным трудом в отрасли, а также работники сельскохозяйственных перерабатывающих предприятий, обслуживающих организаций, органов государственного и хозяйственного управления и исполнительной власти на местах в отрасли сельского хозяйства. |
|             | Нагрудный знак «Лидер инновационных идей» узб. Инновацион ғоялар етакчиси                                               | 02 октября 2018 | Награждаются молодые учёные, студенты и инициативные граждане Узбекистана и иностранных государств, за вклад в развитие инновационных идей и технологий и внедрение их в практику. |
|             | Нагрудный знак «За вклад в развитие гражданского общества»                                                              | 14 ноября 2018  | Награждаются граждане Узбекистана и иностранные граждане, представители негосударственных некоммерческих организаций и других институтов гражданского общества, а также инициативные граждане. |
|             | Нагрудный знак «Уй-жой коммунал хизмат кўрсатиш аълочиси» узб. Уй-жой коммунал хизмат кўрсатиш аълочиси                 | 11 декабря 2018 | Награждаются граждане Узбекистана внёсшие значительный вклад в развитие жилищно-коммунальной сферы, а также за высокие результаты в деле улучшения жилищных условий населения страны, своевременного и качественного строительства и ремонта инженерных коммуникаций, благоустройства их территории, совершенствования материально-технической базы жилищно-коммунальных организаций, оснащения их современным оборудованием. |
|             | Нагрудный знак «Отличник духовной и воспитательной работы» узб. Маънавий-маърифий ишлар аълочиси                        | 15 декабря 2018 | Награждаются военнослужащие и граждане Узбекистана за значительный вклад в повышение эффективности духовно-просветительских работ в системе Вооружённых Сил. |
|             | Нагрудный знак «Маданият ва санъат фидокори» узб. Маданият ва санъат фидокори                                           | 20 марта 2019   | Награждаются граждане Узбекистана, достигшие высоких результатов в повышении авторитета узбекской национальной культуры и искусства на мировой арене, преданно трудившиеся в этой сфере. |
|             | Нагрудный знак «Отличник правовой пропаганды»                                                                           | 22 марта 2019   | Награждаются граждане Узбекистана, работники государственных органов за заслуги в повышении правовой грамотности населения. |
|             | Нагрудный знак «Маънавият фидойиси» узб. Маънавият фидойиси                                                             | 03 мая 2019     | Награждаются граждане Узбекистана и иностранные граждане за плодотворный труд и самоотверженную работу в духовно-просветительской деятельности, формировании высокого социально-духовного климата. |
|             | Нагрудный знак «Милосердие и щедрость» узб. Меҳр-саховат                                                                | 26 мая 2020     | Награждаются граждане Узбекистана и иностранные граждане за мужество и отвагу, проявленные в период пандемии коронавируса, при устранении последствий различных стихийных бедствий и чрезвычайных ситуаций. |
|             | Нагрудный знак «За защиту прав человека» узб. Инсон ҳуқуқлари ҳимояси учун                                              | 22 июня 2020    | Награждаются граждане Узбекистана, лица без гражданства и правовые организации за вклад в защиту прав и свобод человека, в повышение правовой культуры населения, а также в развитие сферы правовой защиты граждан в Узбекистане. |
|             | Нагрудный знак «Отличник информационной-библиотечной службы» узб. Ахборот-кутубхона аълочиси                            | 22 декабря 2020 | Награждаются граждане Узбекистана и иностранные граждане, внёсшие достойный вклад в развитие информационно-библиотечной сферы, создание новой системы оказания информационно-библиотечных услуг населению, сохранение и обогащение национального культурного наследия, хранящегося в библиотеках, эффективно трудившиеся в сфере широкой пропаганды культуры чтения и подготовки молодых специалистов, а также добившиеся высоких результатов в данном направлении. |
|             | Нагрудный знак «Ўзбекистон Республикаси ўрмон хўжалиги фидойиси» узб. Ўзбекистон Республикаси ўрмон хўжалиги фидойиси   | 06 мая 2021     | Награждаются граждане Узбекистана и иностранные граждане, добившиеся значительных результатов в развитии лесного хозяйства Узбекистана, а также охране, сохранении и воспроизводстве лесов, рациональном их использовании. |
|             | Нагрудный знак «Дружба народов» узб. Ҳалклар дўстлиги                                                                   | 01 июня 2021    | Награждаются сотрудники местных и зарубежных государственных органов, некоммерческих организаций, субъектов предпринимательства, представители социальной сферы и СМИ, а также соотечественники за рубежом, внёсшие достойный вклад в укрепление атмосферы дружбы и согласия между представителями всех национальностей и народностей, проживающих в Узбекистане. |
|             | Нагрудный знак «Отличник гидрометеорологической службы» узб. Гидрометеорология хизмати аълочиси                         | 09 июня 2021    | Награждаются граждане Узбекистана и иностранные граждане, внёсшие большой вклад в развитие гидрометеорологии и климатологии, плодотворно работавшие в сфере подготовки молодых специалистов. |

## Государственные премии
Государственные премии Республики Узбекистан присуждаются за заслуги перед обществом в разных сферах государственной и общественной деятельности.